# Crazy (magazine)
Pour les articles homonymes, voir Crazy.
Crazy (ou Crazy Magazine, littéralement « magazine fou ») est un magazine satirique illustré humoristique, publié par Marvel Comics de 1973 à 1983 pour un total de 94 numéros.
Les artistes Will Eisner, Vaughn Bodé, Frank Kelly Freas, Harvey Kurtzman, Marie Severin et Mike Carlin, du côté des dessinateurs, y ont contribué, ainsi que Harlan Ellison et Art Buchwald du côté des écrivains.

## Histoire
Le magazine est lancé en 1973 par Marv Wolfman qui édite les dix premiers exemplaires, ainsi que le premier numéro spécial, entre 1973 et 1975. Il est également le créateur de la mascotte de la revue, Irving Nebbish.
Steve Gerber, qui a été éditeur de Crazy des numéros 11 à 14, a déclaré que l'objectif était de présenter des travaux qui impliquaient que les créateurs étaient eux-mêmes fous, de manière à se différencier de Mad. Les contributions Gerber étaient d'ailleurs souvent des récits en prose avec peu d'illustrations et au scénario étrange.
Paul Lamont édita le no 15 en 1976, et Paul Laikin suivit pour les numéros 16 à 60, puis 62 (mai 1980).
En 1980, la mascotte Irving Nebbish est remplacé par Obnoxio le clown (en), qui fait sa première apparition dans le numéro 63 (juin 1980), édité par Larry Hama, qui avait également édité le no 61 d'avril 1980.
En 1982, une version néerlandaise de Crazy est publié par Juniorpress (en). Le seul éditeur, traducteur et collaborateur des quatre exemplaires était Ger Apeldoorn.
Le dernier numéro de Crazy, le no 94, parait en avril 1983.